# ショーン・ドローヴァー
ショーン・ドローヴァー（Shawn Drover、1966年5月5日 - ）は、カナダ出身のドラマーで、アメリカのスラッシュメタルバンド・メガデスのドラマーとして2004年～2014年まで在籍。2015年現在Act of Defianceにて活動中である。

## 概要
ドラムは13歳のころからプレイしており、弟のGlen Drover（ギター）と共に1993年にEidolonを結成し6枚のアルバムをメタル・ブレイド・レコーズよりリリースした。
2004年にGlenと共にメガデスに加入。この時はメガデスが“Blackmail The Universe”ツアーを始めようと元メガデスのドラマーニック・メンザに依頼していたが、ニックがフルでツアーに参戦出来る準備が出来てないとツアー参加を断ったため、ツアーの最初のステージである5日前に急きょショーンに依頼があったという逸話が残っている。
2014年11月にメガデスを脱退する事が発表された。
メガデスを脱退した後に、同時期にメガデスを脱退したギターのクリス・ブロデリックと共に「Act of Defiance」を結成。元Scar the MartyrのVoであるHenry Derek、元シャドウズ・フォールのギターであるMatt Bachandをベースに迎えた。

## その他
左利きのドラマーだが、ドラムセットは右利きと同じ配置となっている(タム回しなどのドラムロールは右利きのドラマーと一緒)。ただし多くのドラマー右腕と左腕をクロスさせて、右手でハイハット・左手でスネアを叩く「クロス・ハンド」スタイルでドラムを叩くのに対して、左手でハイハット・右手でスネアを叩く「オープンハンド」スタイルで叩く。
またギターもプロ級の腕前であり、2005年4月に川崎で行われたメガデスのライブでは、弟Glenと楽器を入れ替えてGlenがドラムを叩きショーンがギターを弾いて「Paranoid」を演奏したり、ドリーム・シアターとのツアー中に、当時ドリーム・シアターのドラムだったマイク・ポートノイがドラムを叩いて「Peace Sells」を演奏した際にはソロも含めショーンがギターを演奏した。
また弟のGlenがメガデスを脱退した際に、後任としてクリス・ブロデリックをデイヴ・ムステインに紹介したのもショーンである。ショーンがムステインにクリスが演奏するエレキギターとクラシックギターの映像を見せたところ即座にクリス加入が決まった。
すでに孫がおり偶然だがショーンと同じ誕生日に生まれている。NFLのピッツバーグ・スティーラーズの大ファンでもある。

## ディスコグラフィー
メガデス
- Arsenal of Megadeth (2006)
- That One Night: Live in Buenos Aires (2007)
- United Abominations (2007)
- Blood in the Water: Live in San Diego (2008) (unreleased)
- Endgame (2009)
- Sudden Death (2010)
- Rust in Peace Live (2010)
- The Big 4 Live from Sofia, Bulgaria (2010)
- Thirteen (2011)
- Countdown to Extinction: Live] (2012)
- Super Collider (2013)

Eidolon
- Zero Hour (1996)
- Seven Spirits (1997)
- Nightmare World (2000)
- Hallowed Apparition (2001)
- Coma Nation (2002)
- Apostles Of Defiance (2003)
- The Parallel Otherworld (2006)

### Act of Defiance
- Birth and the Burial (2015)